# Tax Shield
Der Tax-Shield (englisch, auf Deutsch: Steuerschild) bezeichnet in der Finanzwirtschaft den Wert, den Fremdkapitalzinsen, Schulden oder Verlustvorträge zum Unternehmenswert beitragen. 
Da Unternehmen in den meisten Steuersystemen Schulden oder Verluste steuermindernd einsetzen können, erhöhen diese an sich negativen Finanzkennzahlen den Wert eines Unternehmens für einen potenziellen Käufer, der sie mit eigenen Gewinnen verrechnen kann. Wenn ein Unternehmen entsprechend verschuldet ist oder alte Verluste in der Bilanz fortschreibt, ist sein Marktwert um genau den Wert des Steuervorteils höher als der Wert des Unternehmens, welches nicht verschuldet ist.
Aus diesem Grund können auch insolvente bzw. nicht mehr aktiv tätige Unternehmensmäntel noch Ziel von Unternehmenskäufen (Mergers & Acquisitions) werden.

## Unterscheidung
Der französische Ausdruck "Bouclier fiscal" bedient sich zwar desselben bildlichen Vergleichs, bezieht sich aber auf etwas anderes, nämlich die Einkommensteuer für natürliche Personen.